# 伯爾尼 (塔斯馬尼亞州)

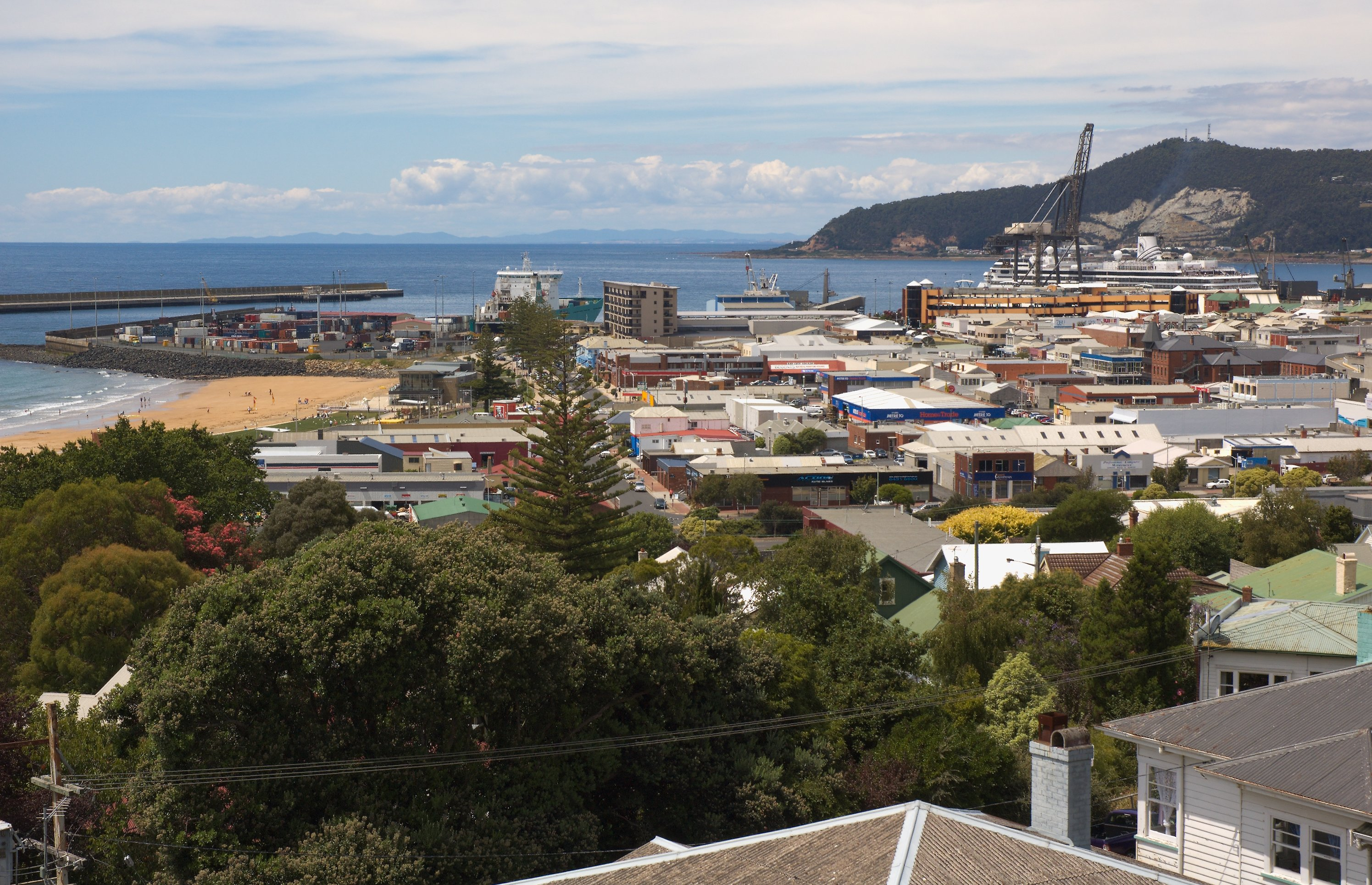
Burnie

伯爾尼（Burnie）為澳大利亞塔斯馬尼亞州西北部的一個海港小鎮。本地於1827年始經殖民政府開發。1840年本鎮以范迪門斯公司的主持人William Burnie之名重新命名。